# Hoofdklasse schaken 1960/61
In het Hoofdklasse-seizoen 1960/61 werd gestreden door acht teams van schaakverenigingen om het clubkampioenschap van Nederland. Het tweede team van het Vereenigd Amsterdamsch Schaakgenootschap wist beslag te leggen op de landstitel. 

## Competitieverloop
Vanuit de Eerste Klasse waren de Eindhovense Schaakvereniging het tweede team van het VAS gepromoveerd. 
Eindhoven begon de competitie slecht met drie nederlagen. In het nieuwe jaar wist de club zich te herpakken en eindigde met zeven punten alsnog op de vierde plaats.
VAS II verraste direct met een overwinning van 4-6 tegen het eerste team van VAS. VAS II wist die lijn door te zetten en zette een zege reeks in waarmee reeds in de zesde ronde van de competitie het kampioenschap werd binnengehaald. De laatste wedstrijd tegen Rotterdam werd daarom nog louter voor de statistieken gespeeld.
Dat een tweede team landskampioen werd is een unicum in de geschiedenis van het schaken in Nederland. Nog nooit eerder gebeurde het dat een tweede team de landtitel opeiste. De prestatie was nog bijzonderder omdat VAS II het seizoen ervoor nog in de Eerste klasse speelde.
Hoan Liong Tan speelde dit seizoen bij VAS II aan het eerste bord.

## Uitslagen

### Ronde 1[3]
Eindhoven - VVGA 4½-5½
Rotterdam - Spangen 6½ - 3½
VAS I - VAS II 4-6
Philidor - ASC 4-6

### Ronde 2[5]
VVGA - Philidor 5-5
ASC - Rotterdam 5 - 5
VAS I - Eindhoven 5½ - 4½
VAS II - Spangen 7½ - 2½

### Ronde 3[6]
Rotterdam - VVGA 7-3
Philidor - VAS I 5½ - 4½
Eindhoven - VAS II 2½ - 7½
Spangen - ASC 3½ - 6½

### Ronde 4[8]
VAS I - Rotterdam 4-6
VAS II - ASC 5½-4½
VVGA - Spangen 6½-3½
Eindhoven - Philidor 5-5

### Ronde 5[11]
Rotterdam - Eindhoven 4½-5½
Spangen - VAS I 4½ - 5½
ASC - VVGA 4½-5½
Philidor - VAS II 3½-4½ (voorl.)

### Ronde 6[12]
VAS II - VVGA 6½ - 3½
VAS I - ASC 7 - 3 
Eindhoven - Spangen 6-4
Philidor - Rotterdam 2-7 (voorl.)

### Ronde 7[13]
Rotterdam - VAS II 6-3 (voorl.)
Spangen - Philidor 5-5
ASC - Eindhoven 4½ - 5½
VVGA - VAS I 3½ - 6½

## Eindstand[14]
| # | Team                | MP | BP  | 1  | 2  | 3  | 4  | 5  | 6  | 7  | 8  |
| - | ------------------- | -- | --- | -- | -- | -- | -- | -- | -- | -- | -- |
| 1 | VAS II (P)          | 12 | 42  | -- |    | 6  | 7½ | 6½ | 5½ |    | 7½ |
| 2 | Rotterdam           | 11 | 43  |    | -- | 6  | 4½ | 7  | 5  |    | 6½ |
| 3 | VAS I (K)           | 8  | 37  | 4  | 4  | -- | 5½ | 6½ | 7  | 4½ | 5½ |
| 4 | Eindhoven (P)       | 7  | 33½ | 2½ | 5½ | 4½ | -- | 4½ | 5½ | 5  | 6  |
| 5 | VVGA                | 7  | 32½ | 3½ | 3  | 3½ | 5½ | -- | 5½ | 5  | 6½ |
| 6 | ASC                 | 5  | 34  | 4½ | 5  | 3  | 4½ | 4½ | -- | 6  | 6½ |
| 7 | Philidor Leeuwarden | 5  | 31½ |    |    | 5½ | 5  | 5  | 4  | -- | 5  |
| 8 | Spangen             | 1  | 26½ | 2½ | 3½ | 4½ | 4  | 3½ | 3½ | 5  | -- |

### Legenda
|     | Landskampioen                                |
|     | Gedegradeerd naar de Eerste Klasse 1961/62   |
| (K) | Kampioen in het seizoen 1959/60              |
| (P) | Gepromoveerd vanuit de Eerste Klasse 1959/60 |

Eerste klasse

1920/21 · 1921/22 · 1922/23 · 1923/24 · 1924/25 · 1925/26 · 1926/27 · 1927/28 · 1928/29 · 1929/30 · 1930/31 · 1931/32 · 1932/33 · 1933/34 · 1934/35 · 1935/36 · 1936/37 · 1937/38 · 1938/39 · 1939/40 · 1940/41 · 1941/42
Hoofdklasse

1942/43 · 1943/44 · 1944/45 · 1945/46 · 1946/47 · 1947/48 · 
1948/49 · 1949/50 · 1950/51 · 1951/52 · 1952/53 · 1953/54 · 1954/55 · 1955/56 · 1956/57 · 1957/58 · 1958/59 · 1959/60 · 1960/61 · 1961/62 · 1962/63 · 1963/64 · 1964/65 · 1965/66 · 1966/67 · 1967/68 · 1968/69 · 1969/70 · 1970/71 · 1971/72 · 1972/73 · 1973/74 · 1974/75 · 1975/76 · 1976/77 · 1977/78 · 1978/79 · 1979/80 · 1980/81 · 1981/82 · 1982/83 · 1983/84 · 1984/85 · 1985/86 · 1986/87 · 1987/88 · 1988/89 · 1990/91 · 1991/92 · 1992/93 · 1993/94 · 1994/95 · 1995/96
Meesterklasse

1996/97 · 1997/98 · 1998/99 · 1999/00 · 2000/01 · 2001/02 · 2002/03 · 2003/04 · 2004/05 · 2005/06 · 2006/07 · 2007/08 · 2008/09 · 2009/10 · 2010/11 · 2011/12 · 2012/13 · 2013/14 · 2014/15 · 2015/16 · 2016/17 · 2017/18· 2018/19 · 2019/20 · 2020/21 · 2021/22 · 2022/23 · 2023/24 · 2024/25